# الصرم (الحيمة الخارجية)

تعديل مصدري - تعديل

الصرم هي إحدى قرى عزلة العجز بمديرية الحيمة الخارجية التابعة لمحافظة صنعاء، بلغ تعداد سكانها 104 نسمة حسب تعداد اليمن لعام 2004.